# Orimarga (Orimarga) fokiensis
Orimarga (Orimarga) fokiensis is een tweevleugelige uit de familie steltmuggen (Limoniidae). De soort komt voor in het Oriëntaals gebied.